# Tobit
Tobit of Tobia is een boek dat als deuterocanoniek boek deel uitmaakt van het Oude Testament in de katholieke en orthodoxe traditie. De meeste protestanten beschouwen het als een apocrief geschrift.
Het boek maakte ook deel uit van de Griekse vertaling van de Bijbel de Septuagint en is waarschijnlijk geschreven tussen 225 en 175 v. Chr. Bij Qumran zijn fragmenten gevonden van Tobit in de Aramese en Hebreeuwse taal. De oorspronkelijke versie zal in een van deze talen zijn geschreven, maar is ons verder onbekend. Er zijn twee versies van de Griekse vertaling; de korte versie wordt gevonden in de Codex Vaticanus en in de Codex Alexandrinus; de langere in de Codex Sinaïticus. Men neemt aan dat de langere, minder verzorgde versie dichter bij het origineel staat.

## Genre
Tobit is het enige voorbeeld in de Bijbel van een legende. Het verhaal heeft kenmerken van vertelkunst, spreuken, testament, gebed en hymne. Sommige toespraken doen denken aan wijsheidsliteratuur.

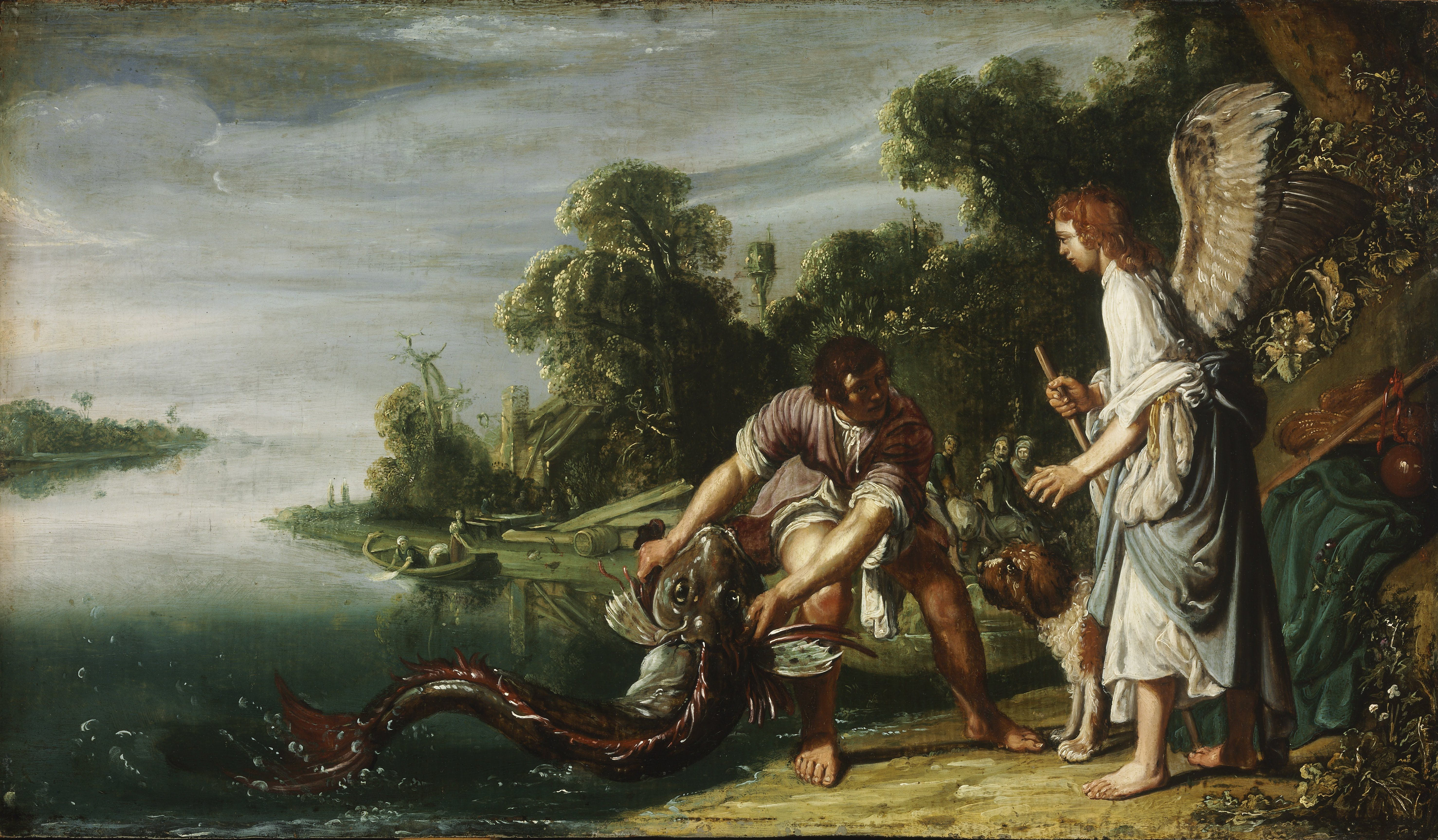
Rafaël ontmoet Tobias (door Pieter Lastman)

## Verhaal
Het verhaal wordt gedeeltelijk, tot hoofdstuk vier, verteld in de ik-vorm, Tobit. Tobit is afkomstig uit het koninkrijk Israël en door de Assyriërs in ballingschap gevoerd.
De hoofdrollen in het verhaal zijn voor een vader en zijn zoon: Tobit en Tobias. Tobit is getrouwd met Anna. De vader houdt zich bezig met het begraven van lijken van (joodse) mensen die gevallen zijn na de invasie van Sanherib in Juda. Sanherib is koning van Assyrië, zetelend te Nineve waar ook Tobit en Anna wonen. Hij straft Tobit door al zijn bezittingen te plunderen. Tobit echter, oud en blind geworden, heeft in het verleden een kleine schat achtergelaten bij iemand in Medië, en stuurt nu zijn zoon Tobias op pad om die op te halen.
Op zijn reis krijgt Tobias gezelschap van de aartsengel Rafaël; Tobias herkent hem echter niet. Rafaël is gestuurd na gebeden van Tobit én van Sara. Deze Sara stond zeven maal op het punt te trouwen, maar al haar aanstaanden werden in de nacht voor het huwelijk verslonden door Asmodeus, een demon. Sara bad God zodoende om een nieuwe man, en nu eentje die niet verslonden zou worden.
Met hulp van Rafaël verslaat Tobias de demon, vindt hij Sara en brengt hij zijn vaders schat naar huis. Met de gal van een vis die hij samen met Rafaël heeft gevangen, geneest Tobias zijn vaders blindheid. Een deel van de schat wordt als aalmoezen weggegeven.
Tobit overlijdt aan het einde van het boek, op de leeftijd van honderdachtenvijftig jaar. Voor zijn dood voorspelt hij zijn zoon de ondergang van Nineve, en raadt hem aan met zijn gezin de stad te ontvluchten en naar Medië te gaan. De voorspelling komt uit.

## Thema
Rechtvaardigheid en trouw worden beloond. Het is belangrijker om goed te handelen (armenzorg, zorg voor de doden, trouwen met je eigen volk) dan om de ceremoniële wetten na te leven.